# Oceanicucullanus pacifica
Oceanicucullanus pacifica ist eine Art der Spulwürmer. Der Erstnachweis erfolgte bei zwei nicht näher bestimmten Meeresfischen auf einem Fischmarkt in der philippinischen Provinz Palawan.

## Merkmale
Zur Erstbeschreibung standen nur Männchen zur Verfügung. Sie sind 4 bis 7 mm lang und 0,25 bis 0,3 mm dick. Der Ösophagus ist 433 µm lang, am vorderen Ende 154 bis 160 µm weit, in der Mitte 83 bis 90 µm und am hinteren Ende 154 bis 160 µm. Der Nervenring liegt 195 bis 220 µm hinter dem Vorderende, die Halspapillen 550 µm und die Ausscheidungspore 465 bis 620 µm. Die Spicula sind 133 µm lang und gleich. Ein Gubernaculum fehlt. Der Schwanz ist 206 bis 290 µm lang und endet in einer scharfen Spitze. Die Analpapillen sind sessil, sechs liegen bauchseitig vor der Kloake, fünf bauchseitig und eine seitlich hinter der Kloake.